# Жизнь прекрасна (фильм, 1980)
«Жизнь прекрасна» (итал. La vita è bella) — совместный советско-итальянский художественный фильм, снятый в 1979 году советским режиссёром Григорием Чухраем. В СССР фильм вышел на экраны в 1980 году.

## Сюжет
Действие происходит в неназванной стране (в иностранных аннотациях прямо указывается Португалия времён Салазара), где правит военная хунта, жестоко подавляющая любое свободомыслие. Антонио Мурильо — бывший военный лётчик, уволенный из армии за отказ потопить судно с беженцами, ныне водит такси, периодически становясь свидетелем произвола властей. Его подруга официантка Мария  —  член подполья, сражающегося против диктатуры. Антонио, при всей своей нелюбви к хунте, не интересуется политикой, его мечта  —  скопить денег и снова стать лётчиком, обзаведясь собственным самолётом. Но вот однажды он подвёз на своём такси человека, оказавшегося оппозиционером, и попал в поле зрения спецслужб. В итоге из-за провокатора он оказывается в тюрьме, где уже находятся несколько подпольщиков, и подвергается пыткам. Благодаря находчивости и навыкам механика ему удаётся спасти жизнь подпольщикам, сорвав устроенную начальником тюрьмы провокацию, а затем и организовать побег из тюрьмы. Вместе с Марией Антонио на угнанном такси отрывается от полиции, а затем, угнав самолёт, бежит из страны.

## В ролях
- Джанкарло Джаннини — Антонио Мурильо, таксист, подпольщик (озвучивает Сергей Мартынов)
- Орнелла Мути — Мария, официантка
- Регимантас Адомайтис — следователь (озвучивает Вадим Спиридонов)
- Юозас Будрайтис — Гомес (озвучивает Феликс Яворский)
- Евгений Лебедев — Ростао, начальник тюрьмы
- Стефано Мадия — Пако (в титрах Стефано Медиа; озвучивает Александр Сныков)
- Отар Коберидзе — Альварадо (озвучивает Владимир Дружников)
- Николай Дупак — комиссар
- Энцо Фьермонте — Жоао (озвучивает Алексей Алексеев)

### В эпизодах
- Станислав Чекан — заключённый
- Эдуардас Кунавичус — Кордозо
- Андрей Данилюк
- Б. Р. ди Луйя
- Александр Иванов — следователь
- Феликс Яворский — пастор
- Игорь Ясулович — заключённый
- Джузеппе Маннайоло
- Луиджи Монтини
- Михаил Ремизов — Осарио
- Аркадий Цинман (в титрах А. Циннеманн)
- Вадим Вильский — надзиратель (нет в титрах)